# Tetragonia tetragonoides
Tetragonia tetragonioides, también conocida como espinaca de Nueva Zelanda, es una especie de fanerógama perteneciente a la familia de las aizoáceas. 

## Hábitat
Es nativa de Nueva Zelanda, Australia, Japón, Chile y Argentina.
La especie apenas fue utilizada como vegetal de hoja por los maoríes y otros pueblos indígenas; se menciona por primera vez por el capitán Cook, quien hizo que se recogiese, se cocinase y se conservase en vinagre para ayudar a combatir el escorbuto entre los tripulantes del Endeavour. Su uso empezó a extenderse cuando el explorador y botánico Joseph Banks tomó semillas y las llevó al Real Jardín Botánico de Kew en Londres. Durante dos siglos fue el único vegetal cultivado que procedía de Australia y Nueva Zelanda.

## Descripción
Las diferentes especies de Tetragonia tetragonioides prefieren un ambiente húmedo para crecer. Sus hojas tienen de 3 a 15 cm de largo, forma triangular, color verde brillante, son gruesas y están cubiertas con diminutas vellosidades tanto en el haz como en el envés. Las flores de la planta son de color amarillo y el fruto es una pequeña cápsula dura cubierta con pequeños cuernos. La planta es halófita, es decir, crece bien en terrenos con altos niveles de sal.

## Cultivo
Se cultiva principalmente por sus hojas comestibles aunque también puede ser utilizada como planta ornamental para cubrir el suelo. Aunque pertenecen a géneros diferentes, su sabor y textura son similares a los de las espinacas por lo que también se cocinan de forma parecida. Por sus niveles de oxalatos hay que blanquear las hojas antes de utilizarlas. 
En el Norte y el Sur de América se considera una planta invasora; su cultivo también está muy extendido en la franja oriental de Asia.  Prospera en climas cálidos y pocos insectos la atacan, ni siquiera las babosas o los caracoles.
Sus curiosas semillas deben plantarse en primavera, cuando haya pasado el riesgo de heladas. Antes de plantar las semillas deben dejarse en remojo unas 12 horas en agua fría o 3 horas en agua tibia. Deben sembrarse a 5-10 mm de profundidad y espaciadas entre 15 y 30 cm. Germinarán tras 10-20 días y crecerán continuamente durante todo el verano.

## Descripción
- Demidovia tetragonoides Pall.
- Tetragonia expansa Murray[2]
- Tetragonia   japonica Thunb.   in Murray
- Tetragonia halimifolia G.Forst.
- Tetragonia cornuta Moench[3]